# Joël Giraud

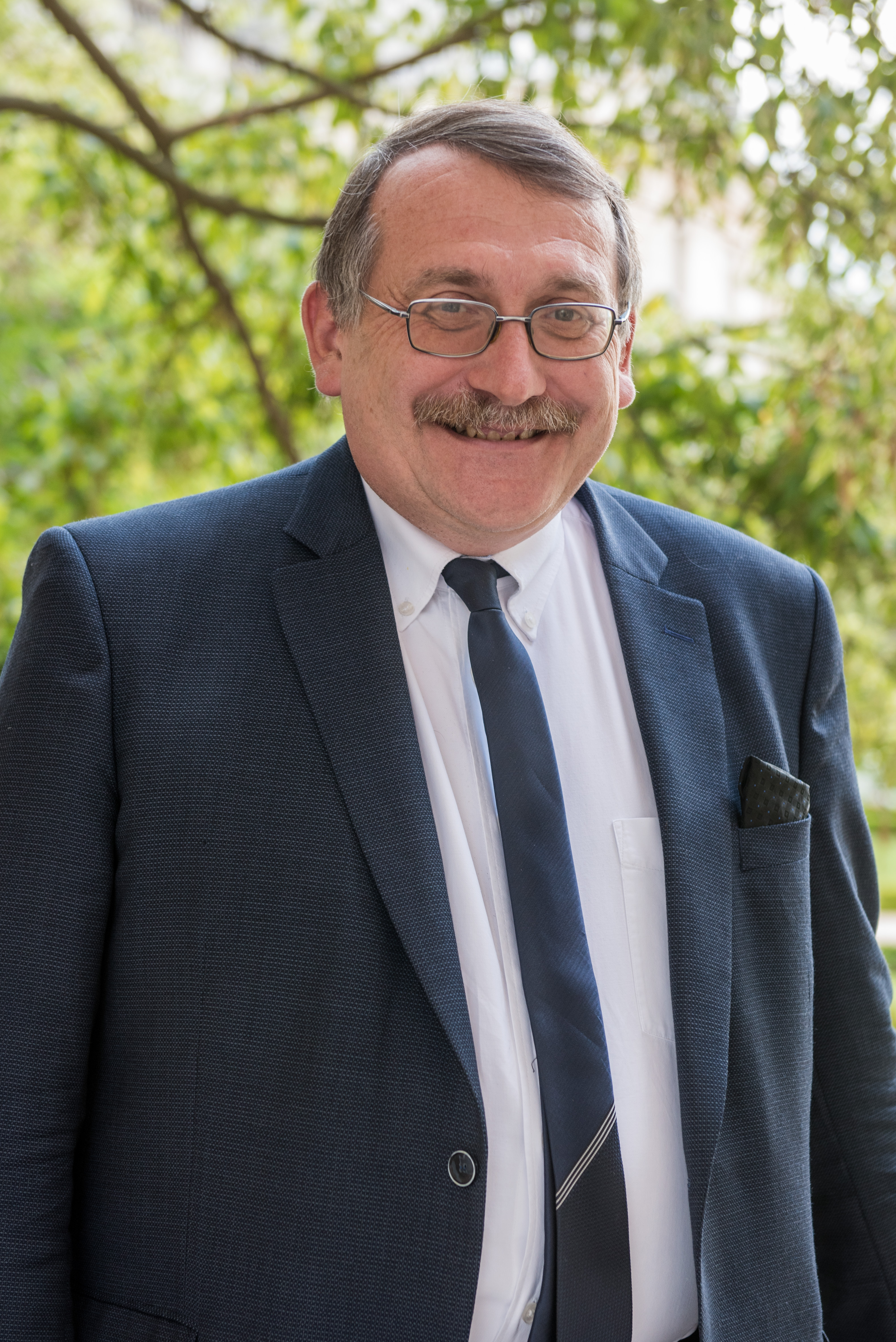
Joël Giraud (2017)

Joël Giraud (* 14. Oktober 1959 in Gap, Provence-Alpes-Côte d’Azur) ist ein französischer Politiker. Er war von 2002 bis 2020 und ist erneut seit 2022 Abgeordneter der Nationalversammlung. Von März 2022 bis Mai 2022 war er Minister für den territorialen Zusammenhalt im Kabinett Castex. 
Giraud arbeitete zuerst als Verwaltungsbeamter, bevor er als Politiker für die Parti radical de gauche tätig war. 1989 wurde er zum Bürgermeister der Gemeinde L’Argentière-la-Bessée in den Westalpen gewählt. Bei den Parlamentswahlen 2002 trat er im Département Hautes-Alpes für die PRG an und wurde im zweiten Wahlgang mit 50,9 % der Stimmen gewählt. 2007 und 2012 wurde er als Abgeordneter wiedergewählt. Dazu zog er 2004 in den Regionalrat ein, zu dessen Vizepräsident er im selben Jahr gewählt wurde.
Seit 2019 ist Joël Giraud Mitglied der Deutsch-Französischen Parlamentarischen Versammlung.
Siehe auch: Liste der Mitglieder der Nationalversammlung der 15. Wahlperiode (Frankreich), Liste der Mitglieder der Nationalversammlung der 14. Wahlperiode (Frankreich), Liste der Mitglieder der Nationalversammlung der 13. Wahlperiode (Frankreich) und Liste der Mitglieder der Nationalversammlung der 12. Wahlperiode (Frankreich)